# Czarnia (gromada)
Czarnia – dawna gromada, czyli najmniejsza jednostka podziału terytorialnego Polskiej Rzeczypospolitej Ludowej w latach 1954–1972.
Gromady, z gromadzkimi radami narodowymi (GRN) jako organami władzy najniższego stopnia na wsi, funkcjonowały od reformy reorganizującej administrację wiejską przeprowadzonej jesienią 1954 do momentu ich zniesienia z dniem 1 stycznia 1973, tym samym wypierając organizację gminną w latach 1954–1972.
Gromadę Czarnia z siedzibą GRN w Czarni utworzono – jako jedną z 8759 gromad na obszarze Polski – w powiecie ostrołęckim w woj. warszawskim, na mocy uchwały nr VI/10/10/54 WRN w Warszawie z dnia 5 października 1954. W skład jednostki weszły obszary dotychczasowych gromad Brzozowy Kąt, Czarnia i Ruchaje Rutkowo() oraz lasy państwowe o obszarze 2580 ha (przylegające do południowej granicy gromady Brzozowy Kąt, do wschodnich granic gromad Czarnia i Surowe, do północnej granicy gromad Bandysie i Olszyny oraz do części wschodniej granicy gminy Czarnia) ze zniesionej gminy Czarnia, a także obszar dotychczasowej gromady Cyk ze zniesionej gminy Myszyniec, w tymże powiecie. Dla gromady ustalono 13 członków gromadzkiej rady narodowej.
31 grudnia 1959 do gromady Czarnia przyłączono obszary zniesionych gromad Bandysie i Surowe w tymże powiecie.
31 grudnia 1961 do gromady Czarnia włączono wieś Olszyny ze zniesionej gromady Zawady w tymże powiecie.
Gromada przetrwała do końca 1972 roku, czyli do kolejnej reformy gminnej. 1 stycznia 1973 w powiecie ostrołęckim reaktywowano gminę Czarnia.